# Thuiaria purpurea
Thuiaria purpurea är en nässeldjursart som först beskrevs av Carl von Linné 1758.  Thuiaria purpurea ingår i släktet Thuiaria och familjen Sertulariidae. Inga underarter finns listade i Catalogue of Life.